# Леонтьев, Николай Степанович
Николай Степанович Леонтьев (26 октября 1862, Малая Берёзовка — 1910, Париж, Франция) — эфиопский граф Абай, русский военный и политический деятель, исследователь Эфиопии, организатор абиссинской армии. Положил начало дипломатическим отношениям России с Эфиопией.

## Биография
Николай Леонтьев родился в деревне Малая Берёзовка Косовской волости Александрийского уезда Херсонской губернии в благородной семье дворян Леонтьевых. Вероятно, правнук Николая Васильевича Леонтьева. Учился в Николаевском Кавалерийском училище, но курса по болезни не окончил и был зачислен в лейб-гвардии Уланский полк; с 1891 года — поручик запаса, приписанный в звании есаула к 1-му Уманскому полку Кубанского Казачьего войска.
Николай Степанович имел всестороннее образование и интересы, совершив несколько путешествий для научных исследований в качестве действительного члена Императорского Русского географического общества. Затем он продолжил миссии поручика В. Ф. Машкова в Абиссинию, в свою очередь продолжавшего дело Царицынского казака Николая Ашинова.

### Экспедиция в Абиссинию
По предложению российского врача и путешественника А. В. Елисеева в 1894 году Н. С. Леонтьев организовал и принял участие в экспедиции в Абиссинию. Как следует из записей дневника, мысль об организации такой экспедиции родилось у него 

«...из желания показать всему миру, что мы, русские, можем служить родине, и притом не прибегая к огню и мечу, не хуже англичан, французов и немцев, свивших себе при помощи этих двух факторов прочные гнезда в Африке».
 Духовные симпатии русского общества к православной африканской стране совпадали с геополитические интересами России, не имевшей колоний в Африке, но рассчитывающей получить в лице Эфиопии надёжного союзника. Эти обстоятельства способствовали удовлетворению желания есаула Леонтьева об организации экспедиции.
Главная цель миссии — установление дипломатических отношения между Абиссинией и Россией и предложение помощи в создании сильной регулярной армии.
Экспедиционный отряд состоял из 11 человек. Руководство было возложено на Н. С. Леонтьева; его ближайшим помощником стал штабс-капитан К. С. Звягин.
Экспедиция снаряжалась как за счёт средств правительства и Географического общества, так и на пожертвования церкви, общественных организаций, частных предпринимателей.
Официально в задачи экспедиции входило «…изучение течения светил небесных, стран земли, веры, законов, нравов и обычаев народов, на земле обитающих, животных, на земле водящихся, и растений».
После длительного и тяжёлого путешествия экспедиция Н. С. Леонтьева в марте 1895 года добралась до Энтото — резиденции абиссинского императора (негуса), где Менелик II оказал российской миссии весьма тёплый и торжественный приём с участием императорских войск, духовенства и населения. Предложения России нашли понимание у императора Абиссинии.

### Установление дипломатических отношений
По возвращении из Африки Николай Леонтьев привёз в Санкт-Петербург собственноручное письмо Менелика, а затем в столицу России прибыло Чрезвычайное посольство во главе с митрополитом Харрарским и двумя принцами крови.
Убедившись в расположенности России к Эфиопии и в основательности своих надежд на её военно-политическую поддержку, Менелик II отправляет в Россию эфиопское посольство во главе со своим двоюродным братом принцем Дамто. Леонтьев был официально уполномочен руководить действиями посольства. Вместе с миссией в Петербург были доставлены подарки негуса и ценные этнографические экспонаты. Во время торжественной церемонии вдовствующей императрице Марии Федоровне от царицы Таиту были поднесены изящные ожерелья, браслеты и другие украшения.
В 1897 император Менелик назначил Леонтьева генерал-губернатором округов Уба и Бако на юге страны. К этому времени Леонтьев совместно с английскими, французскими и бельгийскими промышленниками основал общество по эксплуатации Экваториальных провинций Эфиопии.

### Первая Итало-эфиопская война

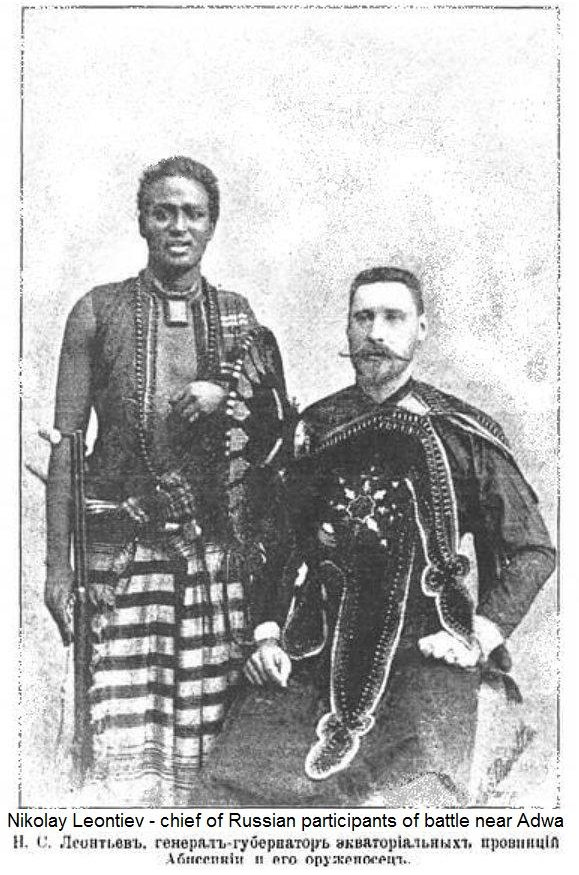

В разгар Итало-абиссинской войны Николай Леонтьев находился в Абиссинии с группой российских офицеров-добровольцев всех родов войск и фельдшерами. Они заняли при Менелике совершенно исключительное положение. Добровольцы принимали непосредственное участие в битве при Адуа. Негус мог советоваться с офицерами по вопросам современной европейской военной тактики и стратегии.
Леонтьев редактировал переписку императора с иностранцами и вёл переговоры с итальянским генералом Альбертоне от имени негуса.
В ноябре 1895 года при участии Леонтьева были тайно погружены на пароход для доставки Менелику 30 тысяч винтовок, 5 млн патронов, артиллерийские снаряды и 5 тысяч сабель из военного арсенала России. Направление парохода с оружием в Африку осуществлялось Военным министерством с непременным уведомлением Министерства иностранных дел.
В августе 1896 года негус послал Леонтьева в Рим со специальным поручением. Затем посланник отправился в Петербург, чтобы получить согласие за счёт русской казны изготовить снаряды и недостающие части к 56 opудиям, захваченным как трофеи при Адуа.
В декабре 1896 года по поручению негуса Николай Степанович был командирован в Константинополь, где он добился от султана необходимых для подданных Менелика реформ в Эфиопском монастыре в Иерусалиме.
В марте 1897 года Леонтьев возвратился в Абиссинию, чтобы принять участие в переговорах Менелика II с Ренель Родом, который предлагал негусу тайное соглашение с Англией.
Николай Леонтьев имел негласно определённые полномочия, являясь полуофициальным российским представителем, и его донесения о делах в Абиссинии и других странах принимались во внимание правительством России.
Леонтьевым по поручению Менелика II были приложены усилия по формированию Эфиопской регулярной армии. В начале февраля 1899 года он представил Менелику сформированный первый регулярный батальон, ядром которого стала рота добровольцев из сенегальских стрелков, привезённых им из Сен-Луи, с русскими и французскими офицерами. Он также создал первый Эфиопский военный оркестр духовых инструментов.
Леонтьев принял участие в организации и проведении военной экспедиции абиссинских войск под предводительством раса (князя) Уольде-Георгиса к озеру Рудольфа в 1898-1899 годах. В боевых действиях участвовали русские офицеры-добровольцы Шедевр, Бабичев, Агапов, Адзеев и Петров. В отряде из 2 000 абиссинских конников и пехотинцев состояли также русские казаки. Несмотря на потери, которые составили 216 человек убитыми и несколько раненых, экспедиция увенчалась успехом и поручик Шедевр над берегом озера Рудольфа поднял Эфиопский флаг.
Леонтьев был тяжело ранен в бедро на стрельбах и ему пришлось уехать в Париж на лечение. Обстоятельства инцидента остались невыясненными.

### Русско-японская война
С началом Русско-японской войны в 1905 году Леонтьев прибыл из Абиссинии в Россию и определился в полк Кубанского казачьего войска Кавказской дивизии, которой командовал генерал Мищенко. В звании поручика Леонтьев стал начальником разведки при Тауладском авангарде и воевал со своими казаками вплоть до ратификации мирного договора России с Японией. Известно, что именно «поручик Леонтьев сопровождал российского генерала Орановского для заключения перемирия с японским уполномоченным, генералом Фушимой».

### В конце жизни
Незадолго до смерти он сказал одному своему приятелю: «Скучно без дела. Кажется, мог бы быть полезен, но нигде не нахожу сочувствия».
Умер Николай Степанович Леонтьев в 1910 году во Франции в пригороде Парижа, проходя лечение от последствий многочисленных ранений. Тело его было по завещанию доставлено в Санкт-Петербург, где было погребено на Тихвинском кладбище.
Наследственные землевладения, — хутор Александровка и село Новая Макариха в количестве 317 десятин, которые находились в Косовской волости Александрийского уезда Херсонской губернии, — Н. С. Леонтьев завещал Императорскому Русскому географическому обществу, чтобы «на доходы с имения снаряжалися экспедиции в Абиссинию и другие страны».

## Мемуары Леонтьева
Весьма интересную информацию о событиях итало-эфиопской войны 1895-1896 годов предоставляют изданные журналистом Ю. Ельцом воспоминания Н. С. Леонтьева. Они дают подробную картину боевых действий, анализ соотношения сил воюющих сторон, содержат уникальные сведения о начале правления императора Эфиопии Менелика II, традициях и нравах эфиопской знати, о предыстории и политической подготовке вооруженной экспансии в Эфиопию итальянским правительством, выражают настроение различных слоёв европейского общества и отношение автора к драматическим событиям в Восточной Африке. Ценность мемуаров Н. Леонтьева состоит в осознании автором происходящих в Восточной Африке военно-политических событий, вышедших за рамки колониального конфликта, как столкновения двух непохожих по своей сути, мировоззрению и культуре цивилизаций: средневековой архаической — Абиссинии и капиталистической — Италии

## Семья
Известно, что граф Николай был женат. По завещанию, имениями, которые он передавал Географическому обществу, пожизненно пользовалась его вдова.

## Награды
- Орден Звезды Эфиопии первой степени, которого он был удостоен негусом за заслуги в русско-эфиопском сближении.
- Ранее не существовавший в Эфиопии графский титул.
- Высшее в Эфиопии воинское звание — деджазмач — условно соответствующее званию генерал-полковник[14].
- Эфиопский орден Печати Соломона 1-й степени.
- Георгиевский крест 4-й степени.
- Орден «Святого Владимира» 4-й степени.

### Русские в Абиссинии
- Артамонов, Леонид Константинович
- Булатович, Александр Ксаверьевич
- Гумилёв, Николай Степанович
- Машков, Виктор Федорович
- Ашинов, Николай Иванович